# Ökologischer Imperialismus
Als ökologischer Imperialismus oder Umweltimperialismus werden allgemein von Staaten oder Organisationen beschlossene und anderen Staaten auferlegte Maßnahmen mit negativen Auswirkungen auf die Umwelt verstanden.
Umwelt- und Entwicklungsorganisationen verstehen darunter die zunehmende ökologische Schädigung in Entwicklungsländern, deren Ursache im übermäßigen Ressourcenverbrauch in den Industrieländern und im ungerechten Welthandelssystem zu suchen sei, das eine Verlagerung von Umweltschäden begünstige.
Eine andere Bedeutung beinhaltet primär den Vorwurf, mit Mitteln der Umweltpolitik macht- oder wirtschaftspolitische Interessen zu Lasten der sogenannten Dritten Welt durchzusetzen.

## Historische Forschung
Der Begriff ökologischer Imperialismus wurde 1986 von Alfred W. Crosby in seinem Buch Ecological Imperialism: The Biological Expansion of Europe, 900-1900 geprägt. Darin vertritt Crosby die These, dass die europäische Kolonisierung Amerikas vornehmlich mit ökologischen Faktoren wie eingeschleppten Krankheiten und mitgebrachten Tier- und Pflanzenarten einherging und nicht, wie häufig zu lesen, vor allem auf überlegene Waffen oder Technologie zurückzuführen ist. Crosbys These des ökologischen Imperialismus, das auf seiner bereits 1972 veröffentlichten Arbeit zum Columbian Exchange aufbaut, findet bis heute Resonanz in der Forschung. Unter anderem wurde es 2007 in einer Studie von Liza Piper und John Sandlos am Beispiel Nord-Kanadas vertiefend dargelegt.

## Imperialismus als Herrschaft über Umweltgüter
Das Wuppertal Institut beschreibt in seinem Buch Fair Future das Phänomen, dass viele der besonders schmutzigen industriellen Produktionsschritte mittlerweile von den Industrie- in Schwellenländern verlagert worden seien. Während die fertig produzierten Güter nach wie vor in den reichen Ländern konsumiert werden, entstehe die damit verbundene Umweltverschmutzung jetzt weit vom Ort des Konsums entfernt an den Produktionsstätten. Eine solche Form des Exports von Umweltschäden kann auch in der globalen Erwärmung gesehen werden. Während der Großteil der Treibhausgasemissionen in den Industrieländern entsteht, werden Entwicklungsländer am stärksten unter den Folgen des Klimawandels leiden. Solche Prozesse können als imperialistische Aneignung von Umweltgütern und -ressourcen durch reiche Staaten verstanden werden, so Christoph Görg. Weitere Beispiele sind der Export giftiger Abfälle oder die Zerstörung von kleinbäuerlichen Strukturen durch „moderne“ Agrartechniken (Monokultur) und neoliberale Handelsstrukturen. Durch die Regeln der Welthandelsorganisation werde der Öffnung von Märkten der Vorzug vor lokalen Umweltschutzzielen gegeben. Eine Folge sei die zunehmende Zerstörung von Umweltgütern und damit Wirtschaftschancen und Lebensqualität.
Umwelt-, Entwicklungsorganisationen und andere Nichtregierungsorganisationen vertreten die Auffassung, dass eine „intakte Umwelt“  und entsprechende Gesetze zu ihrem Schutz zur Sicherstellung von Wohlstand erforderlich seien. Ihrer Ansicht nach müssten Umweltbelange bei der Entwicklungs- und Handelspolitik berücksichtigt werden. Entsprechende Forderungen werden zum Beispiel von Vandana Shiva, Anil Agarwal oder Arturo Escobar vertreten. Neben Vertretern von Entwicklungsländern und groß angelegten Forschungsberichten wie dem Millennium Ecosystem Assessment betonen auch einzelne Autoren wie Jared Diamond die Bedeutung intakter Umweltressourcen für die Entwicklung eines Landes. Unter anderem vergleicht Diamond die nebeneinander auf der Karibik-Insel Hispaniola gelegenen Länder Haiti und die Dominikanische Republik. Während Haiti nahezu vollständig entwaldet und gleichzeitig extrem arm sowie politisch instabil ist, lässt sich in der Dominikanischen Republik das Gegenteil beobachten. Dort wurde der existierende Urwald mit rigiden Gesetzen geschützt, so dass die wirtschaftliche Entwicklung deutlich gefestigter ist als im Nachbarstaat.

## Öko-Imperialismus als aufgedrückte Umweltregulation
Eine weitere Bedeutung des Begriffs wurde hauptsächlich durch den amerikanischen Autor Paul Driessen geprägt. Er vergleicht den imperialistischen Kolonialismus der Europäer im sechzehnten und siebzehnten Jahrhundert mit den Aktivitäten und der Einflussnahme „ökologistischer“ Gruppierungen in Entwicklungsländern. Statt des eigentlichen Umweltschutz-Gedankens stünden politische oder wirtschaftliche Interessen im Vordergrund, viele „grüne“ Kampagnen führten in Entwicklungsländern zu Verhinderung und Rückschritt, wodurch der wirtschaftliche Aufschwung in diesen Ländern klein gehalten würde. In manchen Fällen sei sogar Umweltzerstörung die Folge – wie zum Beispiel das Abholzen von Urwäldern in Indonesien zum Pflanzen von Palmöl-Plantagen für Biotreibstoffe. Ähnliche Thesen werden vom dänischen Autor und Dozenten für Politikwissenschaft an der Copenhagen Business School Bjørn Lomborg vertreten. Roy Innis, dem Vorsitzenden der Bürgerrechtsbewegung Congress of Racial Equality zufolge liegt Öko-Imperialismus dann vor, wenn das „Wohl der Umwelt“ über das „Wohl der Menschen“ gestellt wird. „Wir kämpfen immer noch denselben Kampf für die Befreiung der schwarzen Bevölkerung. Früher hieß das, sich mit den alten Rassisten und Kolonialisten anzulegen – heute heißt es auch, den Umweltschützern den Kampf anzusagen.“ Als Beispiel führt er an, dass afrikanische Staaten gedrängt würden, kein DDT zur Malariabekämpfung einzusetzen. Ein ähnliches Beispiel sei die Ausübung politischen Drucks gegen die Einfuhr von gentechnologisch angebautem Getreide in Länder der dritten Welt.